# 靖安県
靖安県（せいあん-けん）は中華人民共和国江西省宜春市に位置する県。

## 行政区画
- 鎮:双渓鎮、仁首鎮、宝峰鎮、高湖鎮、璪都鎮、官荘鎮
- 郷:香田郷、水口郷、中源郷、三爪侖郷、雷公尖郷

## 交通

### 道路
- 高速道路
  - S40 昌銅高速道路